# بولاند تي جونز
بولاند تي جونز (بالإنجليزية: Boland T. Jones)‏ هو شخصية أعمال أمريكي، ولد في 1957 في لويفيل في الولايات المتحدة.

## وصلات خارجية
- الموقع الرسمي